# Ir Ovot
Ir Ovot (en hebreo: עִיר אֹבֹת) es un kibutz ubicado en Israel, en el Distrito Meridional, en el Concejo Regional Tamar.

## Geografía
Ir Ovot se encuentra a una altitud de 136 metros bajo el nivel del mar, en el valle Aravá, situado a unos 20 kilómetros de la costa sur del Mar Muerto. Al oeste del pueblo se eleva abruptamente la árida región del desierto del Néguev. Un Uadi discurre cerca del asentamiento. El pueblo está situado a 110 kilómetros de la costa del Mar Mediterráneo, aproximadamente a 146 kilómetros al sureste del centro de Tel Aviv, aproximadamente a 107 kilómetros al sur del centro histórico de la ciudad santa de Jerusalén y a 66 kilómetros al sureste de la ciudad de Beerseba. Ir Ovot está habitada por judíos, mientras que la población del asentamiento es mayoritariamente judía. El pueblo está a sólo 7 kilómetros de la frontera internacional entre Israel y el Reino de Jordania. Ir Ovot está conectado a la red de transporte a través de la autopista número 90, de donde parte la carretera local 227.

## Historia
El kibutz Ir Ovot fue fundado en 1979. El kibutz es un asentamiento israelí agrícola, su nombre se deriva de la Santa Biblia en Números 21:10. En el pueblo hay restos de edificios de un yacimiento arqueológico de tiempos bíblicos. Durante el Mandato británico de Palestina, en el sitio había una comisaría de policía y el lugar se conocía como Ajn Husub. El kibutz fue abolido y su emplazamiento está ocupado temporalmente por un grupo de ciudadanos israelíes. En el pueblo hay una granja de cocodrilos, no se dispone de datos exactos sobre el número de habitantes del kibutz. Los informes estadísticos oficiales del gobierno israelí, registran a Ir Ovot como un asentamiento y un municipio.